# Mahmut Akan
Mahmut Akan (sinh 14 tháng 6 năm 1994) là một cầu thủ bóng đá Thổ Nhĩ Kỳ thi đấu ở vị trí tiền vệ phòng ngự cho MKE Ankaragücü.

## Sự nghiệp chuyên nghiệp
Mahmut ra mắt chuyên nghiệp cho Karabükspor trong trận thắng 3-2 ở Süper Lig trước Akhisar Belediyespor ngày 2 tháng 6 năm 2017.